# Дуг Макгіббон
Дуг Макгіббон (англ. Doug McGibbon, 24 лютого 1919 — 25 жовтня 2002, Ейлсбері) — англійський футболіст, що грав на позиції нападника.

## Біографія
Народився 24 лютого 1919 року в Нетлі, графство Гемпшир, в сім'ї Чарлі Макгіббона (1880—1954), який був центральним форвардом кількох клубів, у тому числі «Саутгемптона». Саме у цій команді у дорослому футболі дебютував 1938 року дебютував і Макгіббон, зігравши останній матч сезону Другого дивізіону 1938/39 проти «Плімута» (0:2). Макгіббон залишився в «Саутгемптоні» і після початку Другої світової війни і зіграв 16 матчів (забив 7 голів) у військових лігах у 1939—1940 роках, перш ніж переїхав до Свіндона, щоб працювати авіамеханіком у рамках допомоги армії. Перебуваючи в Свіндоні, він грав за місцевий клуб «Свіндон Рейлвей» у 1944 році, а потім за «Свіндон Таун» у сезоні 1945/46 років, де зіграв п'ять разів, забивши три голи. «Свіндон Таун» звернувся до «Саутгемптона» з метою підписати гравця на постійній основі, але правління «святих» відмовилося, і Макгіббон повернувся до «Саутгемптона».
У сезоні 1945/46 років «Саутгемптон» грав у Південній лізі до відновлення Футбольної ліги після закінчення війни. Протягом сезону чемпіонату Макгіббон провів 30 матчів, забивши 27 голів, у тому числі шість у грі з «Челсі» (7:0) 29 грудня 1945 року. У цьому матчі Макгіббон забив свій третій гол через п'ять секунд після початку другого тайму. Рефері зафіксував гол на 4,6 секунді від початку удару — це залишається найшвидшим голом, який коли-небудь забивав гравець «Саутгемптона». Загалом, включно з матчами Кубка Англії, Макгіббон забив 29 голів у 34 матчах у сезоні 1945/46, хоча його форма впала до кінця сезону.
Наступного сезону Дуг дебютував у першому матчі першого сезону Футбольної ліги після війни, зробивши хет-трик у ворота «Свонсі Таун» (4:0). Він забив ще три голи в наступних п'яти іграх, перш ніж травма змусила його пропустити п'ять ігор. Після повернення Макгіббон продовжував регулярно забивати, поки на початку січня менеджер Білл Доджін не продав нападника у інший клуб Другого дивізіону «Фулгем» за £4250. До того моменту у 13 іграх чемпіонату за «святих» Макгіббон забив дев'ять голів.
Макгіббон зробив хет-трик проти «Плімута» у своєму дебютному матчі за «Фулгем», ставши лише другим гравцем «дачників», який досяг такого результату. Згодом йому стало важче забивати голи і він відзначився загалом 18 разів у 43 матчах у чемпіонаті до кінця сезону 1947/48 років.
Влітку 1948 року Дуг перейшов у «Борнмут», який виступав у Третьому південному дивізіоні футбольної ліги. Там Макгіббон знову знайшов свою бомбардирську форму і в кожному з трьох наступних сезонів був найкращим бомбардиром клубу, забиваючи 30, 18 і 17 голів відповідно, а також виграв титул найкращого бомбардира в Третьому південному дивізіоні «Південь» у сезоні 1948/49 років.
Влітку 1951 року Макгіббон покинув Футбольну лігу, переїхавши до Ньюпорта, графство Монмутшир, щоб грати за «Ловеллс Атлетік» у чемпіонаті Уельсу. Його кар'єра раптово закінчилися, коли він розбив голову після зіткнення з поперечиною.
Після періоду в лікарні він повернувся в Гембл, щоб працювати авіаінженером, а потім спортивним офіцером. Пізніше він переїхав до Айлворта в Міддлсексі, де був спортивним секретарем компанії Gillette, перш ніж закінчити своє трудове життя в Sperry Flight Systems у Бейсінгстоку.
Після виходу на пенсію він спочатку оселився в Айлворті, а потім провів останні кілька років свого життя в будинку для літніх людей в Ейлсбері, де й помер 25 жовтня 2002 року на 84-му році життя.

## Титули і досягнення
Найкращий бомбардир у Третьому південному дивізіоні Футбольної ліг: 1948/49